# Доктор Ху (8. сезона)
Осма сезона британске научнофантастичне телевизијске серије Доктор Ху је почела 2. јануара 1971. епизодом Терор Отонаца (1. део), а завршила се епизодом Демони (5. део) са Џоном Пертвијем као Трећим Доктором. Ово је друга од пет сезона које је Бери Летс продуцирао узастопно, а Теренс Дикс је био уредник сценарија.

## Улоге

### Главне
- Џон Пертви као Трећи Доктор
- Николас Кортни као Бригадир Летбриџ-Стјуарт (епизоде 1−15)
- Кети Менинг као Џо Грант
- Ричард Френклин као Капетан Мајк Јејтс (епизоде 1−14)
- Џон Левен као Наредник Бентон (епизоде 1−2, 4, 6−14)

Николас Кортни и Џон Левен настављају са својим улогама бригадира Летбриџ-Стјуарта и наредника Бентона, а Ричард Френклин први пут појављује као капетан Мајк Јејтс.

### Епизодне
- Николас Кортни као Бригадир Летбриџ-Стјуарт (епизоде 20−25)
- Ричард Френклин као Капетан Мајк Јејтс (епизоде 21−25)
- Џон Левен као Наредник Бентон (епизоде 21−25)
- Роџер Делгадо као Господар (епизоде 1−4, 6−14, 18−25)

Роџер Делгадо се први пут појављује као Господар у епизоди Терор Отонаца (1. део) и наставља да се појављује у сваком од пет серијала.

## Епизоде
Сезона означава прво појављивање Господара који наставља да се појављује током сезоне у сваком серијалу као главни антагониста који је на крају заробљен на крају сезоне. Серијал Колонија у свемиру је био први серијал који се одвија далеко од Земље од серијала Ратне игре на крају 6. сезоне, а настала је као резултат осећања продуцента Берија Летса да су приче о Докторовом изгнанству на Земљи превише ограничавајуће у смислу могуће завере.
| Бр. еп. (укупно) | Бр. еп. (у сезони) | Наслов                        | Редитељ        | Сценариста                | Премијера         | Гледаност у Британији (милиони) |
| --- | ------------------ | ----------------------------- | -------------- | ------------------------- | ----------------- | ------------------------------- |
| 279 | 1                  | "Терор Отонаца (1. део)"      | Бери Летс      | Роберт Холмс              | 2. јануар 1971.   | 7.30                            |
| Када је енергетска јединица "Нестен" украдена и радио телескоп миниран, Доктора зове Господар времена који му каже да је одговоран његов стари противник Господар. |                    |                               |                |                           |                   |                                 |
| 280 | 2                  | "Терор Отонаца (2. део)"      | Бери Летс      | Роберт Холмс              | 9. јануар 1971.   | 8.00                            |
| Покушавајући да открије где је Џо наишла на Господара, Доктор одлази у циркус где је вређао Росинија. |                    |                               |                |                           |                   |                                 |
| 281 | 3                  | "Терор Отонаца (3. део)"      | Бери Летс      | Роберт Холмс              | 16. јануар 1971.  | 8.10                            |
| Доктор и бригадир крећу у Фарелову фабрику, али Господар и Отонци су већ отишли и дистрибуирају пластичне нарцисе широм земље. |                    |                               |                |                           |                   |                                 |
| 282 | 4                  | "Терор Отонаца (4. део)"      | Бери Летс      | Роберт Холмс              | 23. јануар 1971.  | 8.40                            |
| Доктор открива да су пластични нарциси израђени да испаљују спреј који гуши људе, изазивајући пустош пре него што Нестен стигне, али пре него што он може да упозори било кога, њега и Џо заробљава Господар. |                    |                               |                |                           |                   |                                 |
| 283 | 5                  | "Ум зла (1. део)"             | Тимоти Комб    | Дон Хјутон                | 30. јануар 1971.  | 6.10                            |
| Доктор и Џо одлазе у затвор Стангмур да истраже Келер машину која црпи зле импулсе из умова затвореника, док ОЈУН брине о обезбеђењу на првој светској мировној конференцији. |                    |                               |                |                           |                   |                                 |
| 284 | 6                  | "Ум зла (2. део)"             | Тимоти Комб    | Дон Хјутон                | 6. фебруар 1971.  | 8.80                            |
| ОЈУН је опозвао Доктора да помогне у истрази Ченг-Тијековог убиства, али није свестан да је Чин-Ли под контролом Господара. |                    |                               |                |                           |                   |                                 |
| 285 | 7                  | "Ум зла (3. део)"             | Тимоти Комб    | Дон Хјутон                | 13. фебруар 1971. | 7.50                            |
| Схвативши да је Чин-Ли користила моћ Келерове машине за извршење атентата, Доктор се враћа у Стангмур, али открива да се Господар удружио са Мејлером како би организовао још једну побуну. |                    |                               |                |                           |                   |                                 |
| 286 | 8                  | "Ум зла (4. део)"             | Тимоти Комб    | Дон Хјутон                | 20. фебруар 1971. | 7.40                            |
| Док су Доктор и Џо затворени, Господар убеђује Мејлера да му помогне да украде Муњу. |                    |                               |                |                           |                   |                                 |
| 287 | 9                  | "Ум зла (5. део)"             | Тимоти Комб    | Дон Хјутон                | 27. фебруар 1971. | 7.60                            |
| Доктор је приморан да помогне Господару да контролише паразита ума док Јејтс сазнаје где је Муња однета, али га хватају Господареви људи. |                    |                               |                |                           |                   |                                 |
| 288 | 10                 | "Ум зла (6. део)"             | Тимоти Комб    | Дон Хјутон                | 6. март 1971.     | 7.30                            |
| Бригадир је поново заузео Стангмур, али Господар и даље има контролу над Муњом и Доктор мора пронаћи начин да га заустави и уништи Келлер машину. |                    |                               |                |                           |                   |                                 |
| 289 | 11                 | "Канџе Аксоса (1. део)"       | Мајкл Фергусон | Боб Бејкер и Дејв Мартин  | 13. март 1971.    | 7.30                            |
| Када је тајанствени објекат слетео у близини комплекса енергије Њутон, ОЈУН истражује и наилази на Аксоне, скупину ванземаљаца који нуде ископ аксонит, који може да дуплира материју, као поклон. |                    |                               |                |                           |                   |                                 |
| 290 | 12                 | "Канџе Аксоса (2. део)"       | Мајкл Фергусон | Боб Бејкер и Дејв Мартин  | 20. март 1971.    | 8.00                            |
| Доктор и Винсер почињу да анализирају аксонит док Чин планира да обезбеди његову употребу искључиво за Британију. |                    |                               |                |                           |                   |                                 |
| 291 | 13                 | "Канџе Аксоса (3. део)"       | Мајкл Фергусон | Боб Бејкер и Дејв Мартин  | 27. март 1971.    | 6.40                            |
| Доктора и Џо држи Аксос док је Чин приморан да организује дистрибуцију аксонита широм света, а Господар се враћа у комплекс моћи да покуша да украде ТАРДИС. |                    |                               |                |                           |                   |                                 |
| 292 | 14                 | "Канџе Аксоса (4. део)"       | Мајкл Фергусон | Боб Бејкер и Дејв Мартин  | 3. април 1971.    | 7.80                            |
| Доктор и Џо беже са Аксоса, али онда Доктор нуди Господару договор: ако му помогне да поправи ТАРДИС, могу заједно да побегну са Земље. |                    |                               |                |                           |                   |                                 |
| 293 | 15                 | "Колонија у свемиру (1. део)" | Мајкл Фергусон | Боб Бејкер и Дејв Мартин  | 10. април 1971.   | 7.60                            |
| Господари времена преузимају контролу над ТАРДИС-ом, а Доктор и Џо стижу у земаљску колонију у 25. веку где немилосрдно рударско друштво користи створење налик диносаурусима да примора колонисте да напусте планету. Доктор и Џо сазнају да је Господар на планети и да је у потрази за оружјем судњег дана које је скривено негде на планети. |                    |                               |                |                           |                   |                                 |
| 294 | 16                 | "Колонија у свемиру (2. део)" | Мајкл Фергусон | Боб Бејкер и Дејв Мартин  | 17. април 1971.   | 8.50                            |
| Доктор открива да је брод Интерпланетарне рударске корпорације слетео на планету како би ископао њен дуралинијум док Нортон почиње да прави проблеме у колонији. |                    |                               |                |                           |                   |                                 |
| 295 | 17                 | "Колонија у свемиру (3. део)" | Мајкл Фергусон | Боб Бејкер и Дејв Мартин  | 24. април 1971.   | 9.50                            |
| Доктор се враћа у колонију и упозорава Еша шта Дент намерава, али тек када су Џо и Винтон покушали да пронађу доказ да су ухваћени. |                    |                               |                |                           |                   |                                 |
| 296 | 18                 | "Колонија у свемиру (4. део)" | Мајкл Фергусон | Боб Бејкер и Дејв Мартин  | 1. мај 1971.      | 8.10                            |
| Доктор се спушта у примитивни град да покуша да пронађе Џо док колонисте посећује судија. |                    |                               |                |                           |                   |                                 |
| 297 | 19                 | "Колонија у свемиру (5. део)" | Мајкл Фергусон | Боб Бејкер и Дејв Мартин  | 8. мај 1971.      | 8.80                            |
| Господар нуди помоћ колонистима у замену за информације о Примитивном граду и приморава Доктора да делује као водич узимајући Џо за таокињу. |                    |                               |                |                           |                   |                                 |
| 298 | 20                 | "Колонија у свемиру (6. део)" | Мајкл Фергусон | Боб Бејкер и Дејв Мартин  | 15. мај 1971.     | 8.70                            |
| Доктор и Господар су одведени у Примитивни град где се Господар нада да ће пронаћи оружје судњег дана док Дент приморава колонисте да напусте планету иако је вероватно да ће њихов брод експлодирати. |                    |                               |                |                           |                   |                                 |
| 299 | 21                 | "Утваре (1. део)"             | Кристофер Бери | Роберт Сломан и Бери Летс | 22. мај 1971.     | 9.20                            |
| Господар подиже ђавола. Доктор постаје чаробњак. |                    |                               |                |                           |                   |                                 |
| 300 | 22                 | "Утваре (2. део)"             | Кристофер Бери | Роберт Сломан и Бери Летс | 29. мај 1971.     | 8.00                            |
| Док је Доктор замрзнут ослобађањем енергије из бара, Џо позива Јејтса и Бентона у помоћ, али када је бригадир покушао да им се придружи, пронашао је село окружено топлотним оклопом. |                    |                               |                |                           |                   |                                 |
| 301 | 23                 | "Утваре (3. део)"             | Кристофер Бери | Роберт Сломан и Бери Летс | 5. јун 1971.      | 8.10                            |
| Доктор објашњава својим пријатељима да Господар покушава да добије моћ последње утваре, рода који је утицао на развој Земље, док Господар ставља остатак села под своју контролу. |                    |                               |                |                           |                   |                                 |
| 302 | 24                 | "Утваре (4. део)"             | Кристофер Бери | Роберт Сломан и Бери Летс | 12. јун 1971.     | 8.10                            |
| Господар наређује Берту да постави замку за Доктора у селу док потресена Џо креће ка пећини. |                    |                               |                |                           |                   |                                 |
| 303 | 25                 | "Утваре (5. део)"             | Кристофер Бери | Роберт Сломан и Бери Летс | 19. јун 1971.     | 8.30                            |
| Господар одлучује да жртвује Џо Азалу, а када су Доктор и његови пријатељи покушавали да интервенишу, нападали су их Бокови. |                    |                               |                |                           |                   |                                 |